# Condado de Queens (Isla del Príncipe Eduardo)
El Condado de Queens (del inglés: Queens County) es uno de los tres condados de la provincia canadiense de Isla del Príncipe Eduardo. En él se encuentra la capital provincial, Charlottetown.

## Toponimia
El condado fue nombrado por el capitán Samuel Holland en 1765 en honor a Carlota de Mecklemburgo-Strelitz, en ese entonces, reina consorte del Reino Unido. Como tal, la sede del condado de Queens es Charlottetown (pueblo de Carlota), que también fue elegida como la capital colonial, debido a su ubicación central.

## Geografía
El condado está dividido geográficamente por el estuario del río Hillsborough, un río que casi divide el condado e Isla del Príncipe Eduardo. Es el condado más rico y más poblado de la provincia.

## Municipalidades

### Ciudades
- Charlottetown

### Pueblos
- Cornwall
- Stratford